# Claude T. Smith
Claude Thomas Smith (* 14. März 1932 in Monroe City, Missouri; † 13. Dezember 1987 in Raytown, Missouri) war ein US-amerikanischer Komponist.
Er studierte am Central Methodist College, Fayette, Bundesstaat Missouri und an der Universität von Kansas in Lawrence, wo er 1958 zum Bachelor of Music graduierte. Während des Korea Krieges war er Musiker in der 371. Army Band. Nach Absolvierung seines Militärdienstes war er als Dozent für instrumentale Musik in Nebraska und Missouri tätig.
Von 1976 bis 1978 wurde er Dozent an der Southwest Missouri State University und Dirigent des Universitätsorchesters. Inzwischen war er auch als Berater, Komponist und Arrangeur für einen Musikverlag tätig. Diese Tätigkeit übernahm er später hauptamtlich und betätigte sich als freischaffender Komponist, Gastdirigent und Leiter von Instrumentalkursen und Workshops vornehmlich in den USA und in Kanada.
Für seine Kompositionen erhielt er mit vielen Preisen und Auszeichnungen.

## Werke

### Werke für Blasorchester
- 1977 Symphony n°1 for Band
  1. Flourish
  2. March
  3. Lyric Song
  4. Toccata
- 1983 Fantasia for Alto Saxophone dedicated to Dale Underwood and the U.S. Navy Band
- Acclamation
- Across the wide Missouri
- Affirmation and Credo
- Allegheny Portrait
- Allegro And Intermezzo
- America The Beautiful
- American Folk Song Trilogy
- Anthem for Winds and Percussion
- Avondale Overture
- Ballin'the Jack
- Battle Hymn of the Republic
- Beguine on a Brazilian Folk Song
- Bainbridge Fair
- Battle Hymn of the Republic
- Black Watch March
- Bombasto
- Boys of the Old Brigade
- Bulgarian Folk Dance
- Canticle: All Creatures of Our God and King
- Castlebrooke Overture
- Chorale and Allegro
- Chorale Prelude: All Things Bright and Beautiful
- Chorale Prelude “For the Beauty of the Earth”
- Chorale Prelude On a German Hymn Tune
- Chorale Prelude: Rejoice, Ye Pure In Heart
- Citation (Concert March)
- Concert Celebration
- Concert Dance and Intermezzo
- Concert Variations
- Credence
- Dance Prelude
- Dansa Sonora
- Danse Folatre
- Declaration Overture
- Dramatic Opener
- Dramatic Prelude
- Emperata Overture
- Eternal Father Strong to Save
- Fanfare, Ballad, and Jubilee
- Fantasy for Trumpet
- Festival Variations
- Festive Proclamation
- Flight
- Flourish and Hymn of Praise
- Folk Song Trilogy
- Greensleeves: A Symphonic Setting
- God of Our Fathers
- Horizons West
- Incidental Suite
  1. Tarantella
  2. Nocturne
  3. Rondo – Finale
- Intrada: Adoration and Praise
- Introduction and Caccia
- Introduction and Fugato
- Invocation and Jubiloso
- Joyance
- Jubilant Prelude
- Jubilo – Concert Ouverture
  1. Allegro
  2. Andante
  3. Allegro
- March on an Irish Air
- March spirituoso
- Moresca a symphonic pantomime
- O Come, O Come Emmanuel
- Overture for a festival
- Overture on an early American Folk Hymn
- Overture: Our Creed Is Our Shield
- Overture romantique
- Oxford point overture
- Prelude for Band
- Prelude on an early American
- Prelude Variations
- Rhapsody On Christmas Carols
- Rejoice in Glorious Hope
- Santiago Carnival
- Serenade and Dance
- Shenandoah – A Sea Fantasy
- Sonus ventorum (sound of the winds)
- Spirit of Texas
- Suite for flute, clarinet and alto-saxophone
- Summer in Rio
- Symphonic March on an English Hymn Tune
- A Symphonic Prelude on „Adeste fideles“
- Symphonic Psalm
- Symphonic Variations on Amazing Grace
- Symphonic Variations on „In Dulci Jubilo“
- The Water Is Wide
- A Thousand Hills Overture
- Variations on a Hymn by Louis Bourgeois
- Variations on an English Folk Song
- Variations on a Revolutionary Hymn
- Windstar
- Zia, Zia!